# Teatro di narrazione
Il teatro di narrazione è una modalità teatrale che comincia a diffondersi in Italia intorno alla metà degli anni ottanta del XX secolo, per poi fiorire e diffondersi nell'ultimo decennio del secolo.
Ispirandosi da un lato alle grandi esperienze del monologo teatrale (a cominciare dal Mistero buffo di Dario Fo) e dall'altro elaborando le innovazioni provenienti dal resto d'Europa (Peter Brook, Thierry Salmon) alcuni attori-autori iniziano a presentarsi sulla scena senza lo schermo del personaggio, ma anzi - osserva Guccini - con la propria identità non sostituita per raccontare storie, senza rappresentarle.
Marco Baliani, Marco Paolini, Laura Curino, Mariella Fabbris, Lucilla Giagnoni, Gabriele Vacis sono tra i primi ad avventurarsi in un territorio che subito rivela le sue grandi possibilità di ricostruzione di un rapporto significativo tra palcoscenico e spettatori, soprattutto per l'ambizione di questi giovani artisti di raccontare la storia sulle assi del palcoscenico ricostruendo alcune delle tragedie che hanno insanguinato l'Italia nei decenni del dopoguerra (Ustica, l'omicidio Moro, il Vajont...): ottengono grandissimo successo di critica e pubblico gli spettacoli Kohlhaas e Corpo di stato di Baliani; Passione e Olivetti con la Curino; e Il racconto del Vajont, i tre per la regia di Gabriele Vacis, e I-TIGI di Paolini.
Una grande parte del teatro di narrazione si muove in contiguità tra il teatro "serale" e il teatro ragazzi (nel cui ambito si sono mossi gli stessi Baliani, Paolini, Curino, Vacis), fenomeno particolare della scena italiana.
Tra i narratori dell'ondata successiva ci sono quelli che si dedicano soprattutto al pubblico dei ragazzi come Carlo Presotto. Sul finire del secolo scorso si affacciano alla ribalta giovani performer (la cosiddetta "seconda generazione" della narrazione) quali Ascanio Celestini, autore ed interprete di lavori con Radio Clandestina e Scemo di guerra; Davide Enia, autore di Maggio '43 e Italia Brasile 3 a 2; Mario Perrotta con Italiani Cincali e La Turnata. Si muove lungo questa direttrice anche Giulio Cavalli con (Re) Carlo (non) torna dalla battaglia di Poitiers e Linate 8 ottobre 2001: la strage. Con attenzione ai temi dell'intercultura e della multietnicità vi è il lavoro di Alessandro Ghebreigziabiher, in particolare con Tramonto e Il dono della diversità. e Elisabetta Salvatori che narra storie di persone e di comunità, frutto di ricerche storiche e di incontri personali 
Sulla scia del successo dei vari Paolini, Celestini e gli altri, sui palchi nazionali si è sempre più diffusa la pratica dell'attore solista e dell'affabulatore.
Accostando il Teatro di Narrazione allo sperimentale e alla satira, nel 2016 l'autore e attore Roberto Disma fonda a Catania "Teatro alla Lettera", prima compagnia teatrale universitaria della Sicilia. La compagnia debutta nel 2017 con la commedia satirica "Il Principe Galeotto", scritta e diretta dallo stesso Disma, tratta dal Decameron di Giovanni Boccaccio.
Particolari esperienze di confine tra i generi sono invece quelle di Federico Bertozzi la cui narrazione si dipana in bilico tra fiaba, tragedia e realtà romanzesca; di Moni Ovadia, tra musica e narrazione; di Andrea Cosentino e Maurizio Di Marco tra narrazione e cabaret; di Giovanni Succi, tra musica, divulgazione letteraria (Dante, Leopardi, Gozzano, Aretino) e intrattenimento. Contigue, ma diverse rispetto alle modalità del teatro di narrazione, sono le produzioni della cosiddetta "non-scuola romana", cui alcuni hanno ascritto anche Daniele Timpano. Recentemente, gli ultimi spettacoli dei vari Paolini e Celestini sembrano fondere il racconto con la musica e la canzone.
Dal teatro di narrazione si sviluppa il filone del teatro civile che vede sulla scena tematiche di particolare attualità politica e sociale.
Nel panorama del teatro civile e di narrazione è attivo dal 2004 con successo il giornalista e scrittore Daniele Biacchessi con gli spettacoli "La storia e la memoria", "Fausto e Iaio", "La fabbrica dei profumi", "Storie d'Italia", "Piazza Fontana, il giorno dell'innocenza perduta" con il sassofonista di jazz Michele Fusiello; "Il paese della vergogna" e "Passione reporter" con il gruppo rock marchigiano Gang; Il sogno e la ragione" e "Quel giorno a Cinisi, storia di Peppino Impastato" con il pianista di jazz Gaetano Liguori; "Il lavoro rende liberi" con il cantautore genovese Andrea Sigona.
Con particolare attenzione a temi legati ai diritti umani e alla Storia del XX secolo è anche il lavoro degli autori e interpreti di teatro civile Marco Cortesi e Mara Moschini. Tra i loro spettacoli più noti: "La Scelta", spettacolo inchiesta sulla Guerra nella Ex-Jugoslavia, "Rwanda" monologo a due voci sul Genocidio Rwandese del 1994 e "Il Muro", spettacolo di narrazione che porta in scena storie vere provenienti dalle vicende legate al Muro di Berlino.